# Santiago Graf
Santiago Graf (Oberembrach, 16 de octubre de 1845-cerca de Xalapa, 31 de agosto de 1904) fue un cervecero y empresario suizo, quien se desempeñó como gerente de la Compañía Cervecera Toluca y México. Fue el primer cervecero exitoso de cerveza lager en México y fue pionero en el estilo "Graf" de la lager de Viena, uno de los dos estilos de lager de Viena en la actualidad y que sigue siendo popular en México y el suroeste de los Estados Unidos.

## Biografía
En 1875, Graf compró la Compañía Cervecera Toluca y México, un pequeño productor de cerveza sencilla, de una forma de light ale, de su compatriota suizo Ausgustin Marendazand y comenzó a elaborar una popular ale ámbar que a menudo se cita como la primera cerveza comercialmente exitosa elaborada en el suroeste. Los problemas con el control de la temperatura durante la producción y fermentación del mosto en el clima cálido de México lo obligaron a seguir elaborando cerveza hasta que la apertura de un enlace ferroviario internacional con los Estados Unidos le permitió importar las primeras máquinas grandes de absorción productoras de hielo de Alemania en 1882. Con mejores equipos y la capacidad de enfriar el mosto y los fermentadores de manera adecuada, Graf fue el primero en elaborar cerveza lager con éxito en México. En 1890, Graf formó una sociedad anónima y erigió la primera cervecería grande y moderna de cerveza lager en México.
Graf elaboró cervezas de color ámbar, de colores claros, pero parecía desinteresado en cervezas pálidas como el popular estilo Pilsener. Decepcionado con la calidad de la malta y los lúpulos disponibles localmente, importó todos sus lúpulos de Europa y la mayor parte de su malta de los Estados Unidos. Además, instaló sus propias malterías en México, utilizando cebada importada de los Estados Unidos. Graf pudo aumentar la acidez de su macerado al aumentar el porcentaje de maltas oscuras en sus recetas, contrarrestando así la alta alcalinidad del agua de preparación disponible en México y la alcalinidad suavizando simultáneamente los sabores ácidos de las maltas oscuras. El resultado fue un estilo popular, suave y oscuro de lager de Viena. La popularidad de las cervezas de Toluca y México fue tal que Graf con frecuencia tuvo dificultades para cumplir con los pedidos y se vio obligado a buscar inversionistas externos para aumentar rápidamente la producción.
Las marcas populares actuales de Graf style Viennas incluyen marcas importantes como Victoria, Negra Modelo, Noche Buena y Dos Equis Amber.
Graf murió el 31 de agosto de 1904 de endocarditis como complicación de una infección en curso y está enterrado en Toluca, Estado de México.